# Porcelain (kniha)
Porcelain je autobiografická kniha amerického hudebníka Mobyho. Publikovalo jí dne 17. května 2016 nakladatelství Penguin Press. Hudebník v knize popisuje období let 1989 až 1999, kdy žil v New Yorku. Nápad na napsání knihy vzešel z párty, kde Moby vyprávěl příběhy z té doby, a někdo mu řekl, že by je měl sepsat jako knihu. Největšího úspěchu se Mobymu dostalo až s vydáním alba Play v roce 1999, kniha tedy končí těsně před tímto triumfem. Moby to zdůvodnil tím, že mu psaní o svých úspěších způsobuje rozpaky a raději píše o vlastních selháních. Již půl roku před vydáním knihy byl Moby za svou práci pochválen například spisovatelem Salmanem Rushdiem. Svůj název kniha dostala podle písně „Porcelain“, kterou Moby vydal v roce 1999 na albu Play.